# Poimenesperus albomaculatus
Poimenesperus albomaculatus är en skalbaggsart som beskrevs av Stefan von Breuning 1934. Poimenesperus albomaculatus ingår i släktet Poimenesperus och familjen långhorningar.
Artens utbredningsområde är Gabon. Inga underarter finns listade i Catalogue of Life.